# Nektar
Nektar (néctar en alemán) es una banda de rock progresivo y rock espacial, formada originalmente en Alemania por músicos británicos.
El grupo se mantuvo activo a lo largo de la década de 1970 hasta principios de la década de 1980, aunque retornó en el año 2000.

## Historia
La banda se formó en Hamburgo, Alemania en 1969. Sus miembros fueron los ingleses Roye Albrighton en guitarra y vocales, Allan "Taff" Freeman en teclados, Derek "Mo" Moore en bajo, Ron Howden en batería, y Mick Brockett encargado de las luces, efectos especiales y demás. La composición siempre fue considerada un esfuerzo de grupo.
Los primeros álbumes del grupo, Journey to the Centre of the Eye, ...Sounds Like This y A Tab in the Ocean, fueron trabajos oscuros de rock psicodélico y espacial, e hicieron que la banda ganará un pequeño pero creciente culto basado en gran medida en el boca en boca. El último de estos álbumes fue el primero en ser lanzado en Estados Unidos a través Passport Records, una discográfica pequeña.
El segundo disco en ser lanzado en Estados Unidos, Remember the Future (1973), fue el que propulsó a la banda a una breve popularidad general. Un álbum conceptual sobre un niño ciego que se comunica con un ser extraterrestre; la música marcó un gran salto hacia adelante para Nektar, con un sonido más melódico que el de los álbumes previos. El siguiente LP, Down to Earth (1974), fue otro álbum conceptual con una temática circense. Este también tuvo buenas ventas, irrumpiendo en la lista de los 40 álbumes más vendidos en ese momento, además incluyó la única canción de Nektar en aparecer en la lista de sencillos de Billboard, "Astral Man". El siguiente trabajo, Recycled (1975), se acercó al estilo de bandas como Gentle Giant y es considerado por muchos fans como el mejor momento de Nektar.
El guitarrista Roye Albrighton dejó la formación justo antes de la sesiones de estudio para grabar el primer lanzamiento con una sello importante, Magic Is a Child (1977). El guitarrista Dave Nelson se unió a la banda luego de la salida de Albrighton. El álbum fue más ecléctico, aunque con canciones más cortas, y ritmos bastante sencillos, pero muchos fanes pensaron que estaba demasiado orientada hacia el pop; líricamente el disco abarcó una amplia gama de temas desde mitología nórdica y magia hasta temas más realistas como ferrocarriles o conductores de camiones. Sin embargo, hay fanes que consideraron el álbum un fracaso y demostró ser el fin de la corta popularidad de Nektar, aunque se lanzaron algunos álbumes más, la mayoría en vivo y recopilatorios.

## Discografía

### Álbumes de estudio
| Año  | Álbum                            |
| ---- | -------------------------------- |
| 1971 | Journey to the Centre of the Eye |
| 1972 | A Tab in the Ocean               |
| 1973 | ...Sounds Like This              |
| 1973 | Remember the Future              |
| 1974 | Down to Earth                    |
| 1975 | Recycled                         |
| 1977 | Magic Is a Child                 |
| 1980 | Man in the Moon                  |
| 2001 | The Prodigal Son                 |
| 2004 | Evolution                        |
| 2008 | Book of Days                     |
| 2012 | A Spoonful of Time               |
| 2013 | Time Machine                     |
| 2020 | The Other Side                   |
| 2024 | Mission to Mars                  |

### Álbumes en vivo
| Año  | Álbum                                                       |
| ---- | ----------------------------------------------------------- |
| 1974 | Sunday Night at London Roundhouse                           |
| 1977 | Live in New York                                            |
| 1978 | More Live Nektar in New York                                |
| 2002 | Unidentified Flying Abstract - Live at Chipping Norton 1974 |
| 2002 | Nearfest 2002 (Studio M Recording)                          |
| 2004 | Greatest Hits Live                                          |
| 2005 | 2004 Tour Live                                              |
| 2005 | Door to the Future                                          |
| 2009 | Fortyfied                                                   |
| 2021 | Nektar …Sounds Like Swiss                                   |

### Álbumes recopliatorios
| Año  | Álbum                                   |
| ---- | --------------------------------------- |
| 1976 | Nektar                                  |
| 1978 | Thru the Ears                           |
| 1994 | Highlights - The Best of Nektar         |
| 1998 | The Dream Nebula: The Best of 1971-1975 |

### Sencillos
| Año  | Título                       | Billboard Hot 100 | U.S Mainstream Rock | UK Top 100 | Álbum               |
| ---- | ---------------------------- | ----------------- | ------------------- | ---------- | ------------------- |
| 1973 | "Do You Believe in Magic?"   | -                 | -                   | -          | ...Sounds Like This |
| 1974 | "What Ya Gonna Do?"          | -                 | -                   | -          | ...Sounds Like This |
| 1974 | "Remember the Future (Edit)" | -                 | -                   | -          | Remember the Future |
| 1974 | "Fidgety Queen'"             | -                 | -                   | -          | Down to Earth       |
| 1974 | "Astral Man"                 | 91                | -                   | -          | Down to Earth       |
| 1975 | "Flight to Reality"          | -                 | -                   | -          | Recycled            |
| 2005 | "Always"                     | -                 | -                   | -          | Evolution           |